# Lijst van oorlogsmonumenten in Aa en Hunze
De Nederlandse gemeente Aa en Hunze heeft 7 oorlogsmonumenten. Hieronder een overzicht.
| Nr.  | Object                           | Herdachte groep | Ontwerper                 | Onthulling    | Type            | Locatie                          | Plaats                                  | Coördinaten                   | Foto                     |
| ---- | -------------------------------- | --- | ------------------------- | ------------- | --------------- | -------------------------------- | --------------------------------------- | ----------------------------- | ------------------------ |
| 604  | Oorlogsmonument in het Evertsbos | verzet Nederland |                           | 4 mei 1970    | gedenksteen     | Anderenseweg 5, 9467 PG          | Anloo                                   | 53° 2' 28" NB, 6° 41' 56" OL  | Meer afbeeldingen        |
| 608  | Bevrijdingsboom                  | algemeen, geallieerde militairen |                           |               | boom            |                                  | Anloo                                   | 53° 2' 35" NB, 6° 41' 50" OL  | Bevrijdingsboom          |
| 610  | Verzetsmonument                  | verzet Nederland | De Weys                   |               | gedenksteen     | Hoofdstraat, 9463 RA             | Eext                                    | 53° 1' 13" NB, 6° 44' 6" OL   | Verzetsmonument          |
| 611  | Oorlogsmonument                  | militairen in dienst van het Ned. Kon. 1940-1945, burgerslachtoffers, vervolgden Nederland, verzet Nederland                                                                   | A.J. Lampe                |               | gedenksteen     | Brink 17, 9461 AR                | Gieten                                  | 53° 0' 25" NB, 6° 45' 50" OL  | Oorlogsmonument          |
| 612  | Monument op de Kerkbrink         | militairen in dienst van het Ned. Kon. na 1945, militairen in dienst van het Ned. Kon. 1940-1945, burgerslachtoffers, burgers voormalig Nederlands-Indië, vervolgden Nederland | Paul Grégoire (1915-1988) | 14 mei 1948   | beeld/sculptuur | Kerkbrink, 9451 AL               | Rolde                                   | 52° 59' 19" NB, 6° 38' 43" OL | Monument op de Kerkbrink |
| 613  | Monument aan het Lutkenend       | geallieerde militairen |                           |               | gedenksteen     | Lutkenend 2, 9462 PN             | Gasselte                                | 52° 58' 18" NB, 6° 47' 14" OL | Meer afbeeldingen        |
| 2797 | Monument aan de Oosterstraat     | algemeen |                           |               | gedenksteen     | Oosterstraat 1, 9514 AV          | Gasselternijveen                        | 52° 59' 21" NB, 6° 51' 34" OL | Meer afbeeldingen        |
| 4552 | Herdenkingsmonument              | burgerslachtoffers, Burgers voormalig Nederlands-Indië, Militairen in dienst van het Ned. Kon. 1940-1945, Militairen in dienst van het Ned. Kon. na 1945                       | Albert Rademaker          | 13 april 2023 | gedenksteen     | Schoolstraat / Molenakkers       | Annen                                   |                               | Herdenkingsmonument      |
|      | Stolpersteine                    | vervolgden Nederland | Gunter Demnig             |               | plaquette       | Zie Stolpersteine in Aa en Hunze | Gieten, Gieterveen, Nooitgedacht, Rolde |                               |                          |

Aa en Hunze ·
Assen ·
Borger-Odoorn ·
Coevorden ·
De Wolden ·
Emmen ·
Hoogeveen ·
Meppel ·
Midden-Drenthe ·
Noordenveld ·
Tynaarlo ·
Westerveld